# USS LST-346
O USS LST-346 foi um navio de guerra norte-americano da classe LST que operou durante a Segunda Guerra Mundial.